# Сторожук Анатолій Васильович
Анатолій Васильович Сторожук (25 січня 1944, село Шевченко, тепер Апостолівського району Дніпропетровської області — 31 грудня 2021, Кривий Ріг) — радянський діяч, новатор виробництва, старший оператор прокатного стану комбінату «Криворіжсталь» Дніпропетровської області. Член Центральної Ревізійної Комісії КПРС у 1986—1990 роках. Член ЦК КПРС у 1990—1991 роках. Герой Соціалістичної Праці (31.10.1984).

## Життєпис
Народився в селянській родині. У 1950 році з батьками переїхав до Кривого Рогу. У 1961 році закінчив середню школу № 13 міста Кривого Рогу.
У 1961—1962 роках — учень слюсаря, слюсар заводу великопанельного домобудівництва тресту «Кріворіжжитлобуд», у 1962—1963 роках — слюсар Криворізького домобудівного комбінату.
У 1963—1966 роках — у Радянській армії. Служив у складі групи радянських військ в Німеччині механіком-водієм танка.
У 1966—1967 роках — електрослюсар Криворізького трамвайно-тролейбусного управління Дніпропетровської області.
У 1967—1968 роках — слюсар з ремонту обладнання цеху «Блюмінг-2» прокатного виробництва, в 1968—1971 роках — машиніст-оператор поста управління прокатного стану 1300, в 1971—1983 роках — старший оператор-вальцівник поста управління прокатного стану 1300 Криворізького металургійного заводу імені Леніна, у 1983—1991 роках — оператор Криворізького металургійного комбінату «Криворіжсталь» імені Леніна Дніпропетровської області.
У 1970 році закінчив вечірнє відділення Криворізького металургійного технікуму.
Член КПРС з 1972 року.
Очолювана ним бригада та зміна неодноразово ставили рекорди продуктивності праці, змінної і добової прокатки металу. Одночасно був наставником молоді.
Указом Президії Верховної Ради СРСР від 31 жовтня 1984 року Сторожуку Анатолію Васильовичу присвоєно звання Героя Соціалістичної Праці з врученням ордена Леніна і Золотої медалі «Серп і Молот».
З 1991 року — старший змінний майстер (начальник зміни) стану 1300 Криворізького металургійного комбінату «Криворіжсталь». Обирався головою трудового колективу підприємства.
З 1995 року — на пенсії в місті Кривому Розі. Обирався членом районної, міської та обласної рад ветеранів, членом ради наставників комбінату «Арселор Міттал Кривий Ріг» (колишня «Криворіжсталь»).

## Нагороди і звання
- Герой Соціалістичної Праці (31.10.1984)
- орден Леніна (31.10.1984)
- орден Жовтневої Революції (1981)
- орден Трудового Червоного Прапора (1974)
- ювілейна медаль «20 років незалежності України» (19.08.2011)
- медалі
- знак «За заслуги перед містом» (Кривий Ріг) І ст. (8.05.2013)
- Почесна грамота ЦК ВЛКСМ
- Заслужений металург Української РСР (1979)
- Почесний металург СРСР